# Хімічна флотація
Хімічна або газова флотація — спосіб флотації корисних копалин.
Полягає у тому, що бульбашки газу утворюються внаслідок хімічної взаємодії, наприклад, між завантаженою у пульпу кислотою і карбонатами пустої породи. У цьому випадку мінерали, що флотуються закріплюються на бульбашках вуглекислоти.
Хімічна флотація застосовувалась у Австралії для переробки відвалів відходів відсадки, що містять сфалерит.